# Paramantis viridis
Paramantis viridis är en bönsyrseart som beskrevs av Henri Saussure 1872. Paramantis viridis ingår i släktet Paramantis och familjen Mantidae. Inga underarter finns listade i Catalogue of Life.